# Ru du Rognon
Le ru du Rognon est une rivière française qui coule dans le département de Seine-et-Marne. C'est un affluent de l'Orgeval en rive droite, donc un sous-affluent de la Seine par l'Orgeval, le Grand Morin puis la Marne.

## Géographie
D'une longueur de 13,2 km selon le SANDRE, Les Avenelles sont un des cours d'eau de la Brie.
La rivière naît sur le territoire de la commune de Pierre-Levée, dans une zone boisée. La rivière a une orientation générale allant du nord-ouest vers le sud-est. Tout au long de son parcours, elle reçoit des petits affluents venus du nord et de l'ouest. Elle conflue avec l'Orgeval (rive droite) à Boissy-le-Châtel, peu avant que l'Orgeval ne se jette dans le Grand Morin.

## Communes traversées
La rivière traverse (ou longe) successivement les six communes  suivantes de Pierre-Levée, la Haute-Maison, Jouarre, Aulnoy, Coulommiers et Boissy-le-Châtel, toutes situées dans le département de Seine-et-Marne.

## Hydrologie
Le débit moyen annuel ou module des Avenelles, observé durant une période de 29 ans (de 1962 à 1991), à Boissy-le-Châtel, localité située au niveau de son confluent avec l'Orgeval, est de 0,285 m3/s pour une surface de bassin de 46,7 km2.
La rivière présente des fluctuations saisonnières de débit assez tranchées. La période des hautes eaux se déroule en hiver et se caractérise par des débits mensuels moyens allant de 0,454 à 0,652 m3/s, de décembre à mars inclus (avec un maximum assez net en février). Dès la fin du mois de mars, le débit diminue rapidement jusqu'aux basses eaux qui ont lieu de juin à octobre inclus, accompagnées d'une baisse du débit moyen mensuel allant jusqu'à 0,066 m3/s au mois d'août, ce qui est encore assez acceptable pour un aussi petit cours d'eau. Cependant les fluctuations de débit peuvent être plus importantes selon les années et sur des périodes plus courtes.
À l'étiage le VCN3 peut chuter jusque 0,025 m3/s, en cas de période quinquennale sèche, soit 25 litres par seconde, ce qui n'est pas trop sévère.
Les crues cependant peuvent être très importantes, compte tenu de l'exiguïté du bassin de la rivière. Les QIX 2 et QIX 5 valent respectivement 5,5 et 8,3 m3/s. Le QIX 10 est de 10 m3/s, le QIX 20 de 12 m3/s, tandis que le QIX 50 se monte à 14 m3/s. Si l'on compare ces chiffres aux débits de crue du Grand Morin, en tenant compte de la superficie respective des deux cours d'eau, l'on constate que les crues des Avenelles sont près de deux fois plus importantes que celles du Grand Morin, rivière connue pour l'importance de ses débordements.
Le débit instantané maximal enregistré à Boissy-le-Châtel durant cette période, a été de 14,1 m3/s le 14 mars 1980, tandis que le débit journalier maximal enregistré était de 9,99 m3/s le même jour. Si l'on compare la première de ces valeurs aux différents QIX de la rivière, l'on constate que cette crue était d'ordre cinquantennal, c'est-à-dire relativement exceptionnelle et destinée à se reproduire statistiquement tous les 50 ans.
Au total, les Avenelles sont une rivière moyennement abondante, comme la plupart de ses voisines et notamment l'Orgeval. La lame d'eau écoulée dans son bassin versant est de 198 millimètres annuellement, ce qui est certes nettement inférieur à la moyenne de la France, tous bassins confondus, et aussi à la moyenne du bassin de la Seine (plus ou moins 240 millimètres), mais situe les Avenelles dans une bonne moyenne parmi les cours d'eau d'Île-de-France. Le débit spécifique (ou Qsp) de la rivière atteint 6,2 litres par seconde et par kilomètre carré de bassin.